# Харагун (Боханский район)
Харагун (бур. Хара уhан — «чёрная вода»)— деревня в Боханском районе Иркутской области России. Входит в состав Шаралдайского муниципального образования. Находится примерно в 40 км к восток от районного центра.

## Население
По данным Всероссийской переписи, в 2010 году в деревне проживали 174 человека (81 мужчина и 93 женщины).